# Måltid (musikalbum)

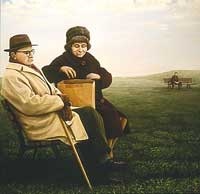
Tage Åséns målning som användes på skivans omslag.

Måltid är Samla Mammas Mannas andra album och släpptes 1973 på Silence Records. Albumet spelades in i Studio Decibel under hösten 1973 och var det första med den nye gitarristen Coste Apetrea. Musiken är humoristisk blandning av jazzrock och svensk folkmusik. 1993 släpptes en CD-utgåva av albumet med tre bonusspår: Två tidigare outgivna låtar, "Probably the probably" och "Minareten II", den sistnämnda en direkt fortsättning på låten "Minareten", samt låten "Circus apparatha" som kommer från deras debutalbum Samla Mammas Manna.
Omslagsmålningen är utförd av Tage Åsén, den första i en rad av omslag.
Skivan är en av titlarna i boken Tusen svenska klassiker (2009).

## Låtlista
1. "Dundrets fröjder" - 10:43
2. "Oförutsedd förlossning" - 3:10
3. "Den återupplivade låten" - 5:53
4. "Folkvisa i morse" - 2:07
5. "Syster system" - 2:27
6. "Tärningen" - 3:33
7. "Svackorpoängen" - 3:11
8. "Minareten" - 8:21
9. "Værelseds tilbud" - 2:26
Bonusspår på CD-utgåvan från 1993
10. "Minareten II" - 4:42
11. "Circus apparatha" - 6:05
12. "Probably the Probably" - 3:55

## Medverkande
- Lasse Hollmer - elpiano, piano, sång och frukost
- Lasse Krantz - bas, sång och dörr
- Coste Apetrea - gitarr och sång (förutom på "Circus Apparatha")
- Hasse Bruniusson - trummor, slagverk, sång och glas
- Henrik Öberg - congas (medverkar endast på "Circus Apparatha")

### Fotnoter
1. ↑  ”Måltid”. Discogs.com. http://www.discogs.com/Samla-Mammas-Manna-M%C3%A5ltid/release/2297880. Läst 31 januari 2013.
2. 1 2  Gradvall et al 2009, #379